# Jacob I van Oost
Jacob I van Oost (Brugge, 1 juli 1603 - 1-3 maart 1671) was een Vlaams barokschilder.  Hij was de belangrijkste schilder in Brugge in de 17de eeuw bekend om zijn portretten van leden van de plaatselijke burgerij en vele altaarstukken uitgevoerd in de geest van de Contrareformatie. Hij maakte ook genreschilderijen van muzikanten en kaartspelers voor de vrije markt.

## Biografie
Jacob van Oost werd geboren in Brugge als zoon van Johannes van Oost en Gheeraerdyne Weyts.  Hij stamde af van een welgestelde familie.  Na zijn eerste opleiding, waarschijnlijk bij zijn broer Frans van Oost, verkreeg hij het vrijmeesterschap in het Sint-Lucasgilde van Brugge op 18 oktober 1621.

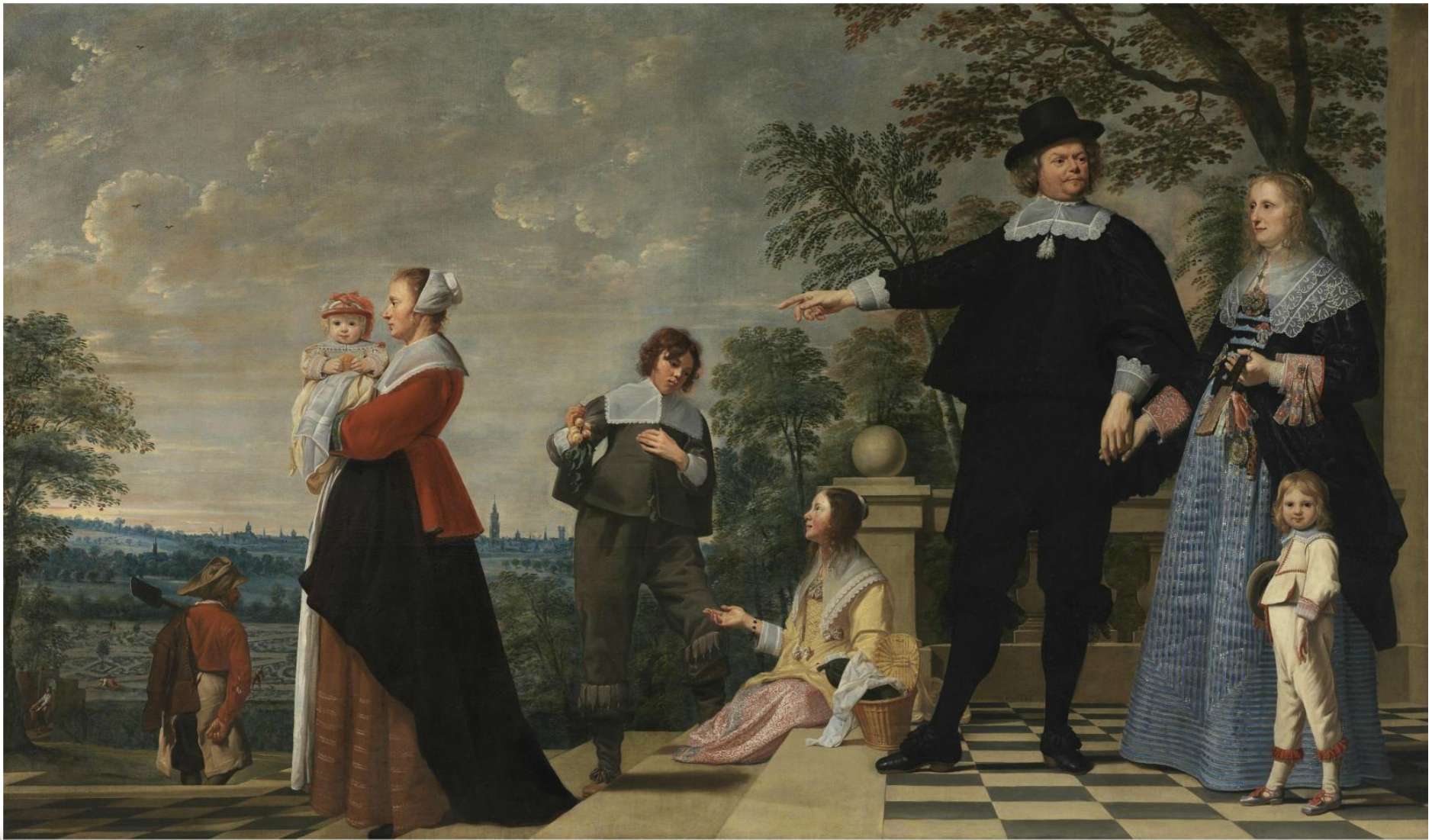
Portret van een Brugse familie (1645)

Hij verbleef in Italië van 1621 tot 1628. Tijdens de vijf jaar die hij in Rome doorbracht, studeerde hij mogelijk onder Annibale Carracci. Op 13 oktober 1629 werd hij stedehouder van het Sint-Lucasgilde in Brugge. Vanaf 1651 bekleedde hij de functie van stadsschilder.
Jacob van Oost trouwde met Jacquemine van Overdille in 1630. Ze kregen een zoon, Martinus. Na de dood van zijn eerste vrouw trouwde hij met Maria Tollenaere met wie hij zes kinderen had. Zijn zonen Jacob II van Oost (1639-1713) en Willem van Oost (1651-1686) werden eveneens kunstschilder.  Zijn kleinzoon Dominique Joseph van Oost was als portret- en historieschilder actief in Lille.
Van Oosts opdrachtgevers waren voornamelijk religieuze instellingen en het stadsbestuur van Brugge. Jacob van Oost kreeg rond 1632-33 de opdracht om Jan van Eycks beroemde Maagd en kind met kanunnik van der Paele (1436) in de voormalige Sint-Donaaskerk (nu in het Groeningemuseum) in Brugge te restaureren. Tussen 1633 en 1662 bekleedde Jacob van Oost verschillende functies in het Sint-Lucasgilde, waaronder verschillende termijnen als deken van het gilde.

## Werken

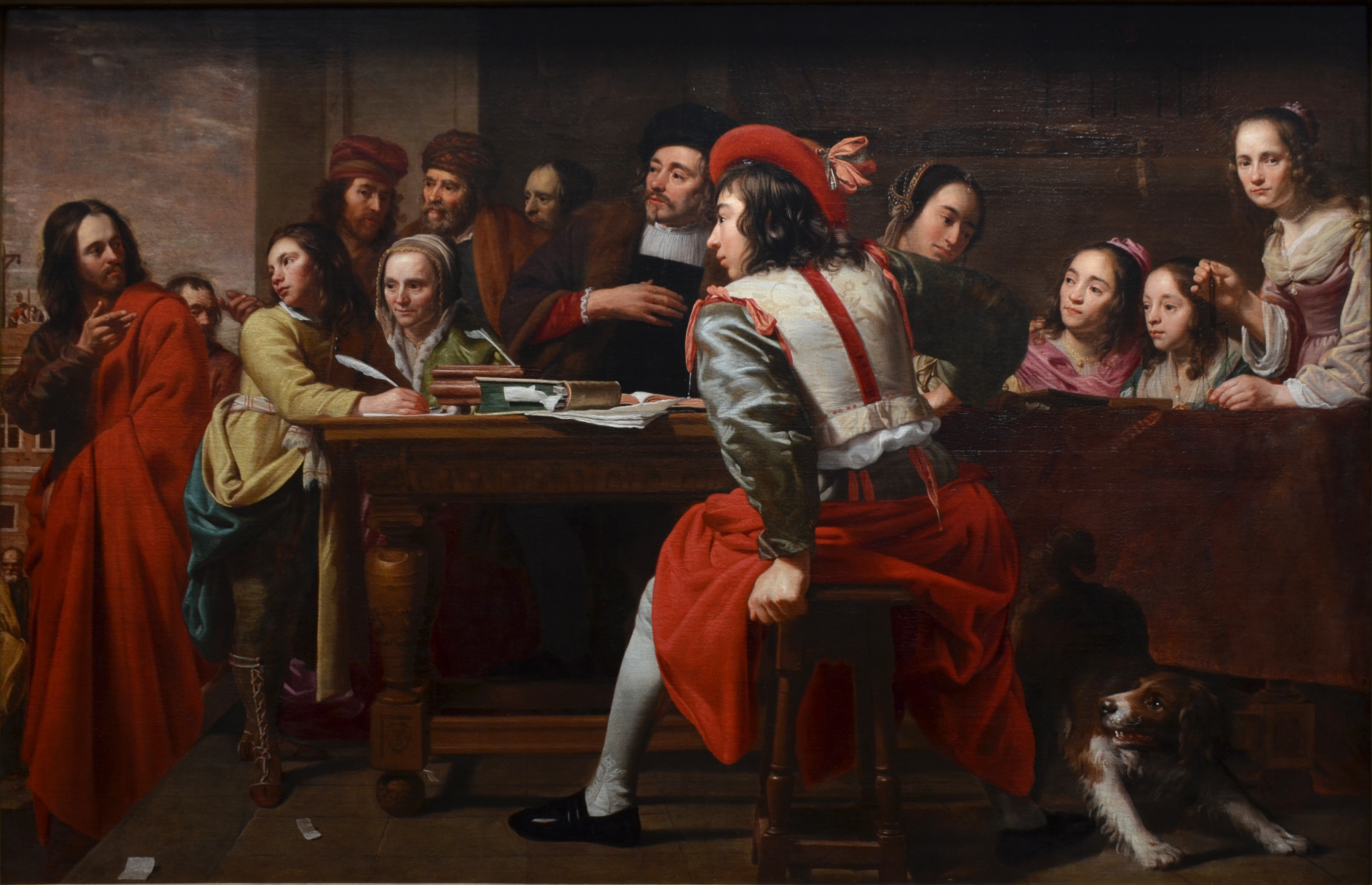
De roeping van Matteüs

Zijn voornaamste werken zijn portretten en religieuze taferelen. Ze worden gekenmerkt door licht-donker-effecten, de realistische voorstelling van de figuren, de persoonlijke kleuren en de stillevenelementen. 
Zijn oeuvre is sterk beïnvloed door Caravaggio en de Italiaanse meesters, alsook door Vlaamse kunstenaars als Rubens, Antoon van Dyck en Gaspard de Crayer. Na een erg barokke periode volgde een evolutie naar meer monumentale figuren en een eerder classicistische behandeling die aanslot bij het werk van Annibale Carracci (1560-1690) en Domenichino (1581-1641). Vanaf circa 1650 werd zijn werk meer emotioneel en dramatisch met ruimtelijke effecten en een koloriet dat aansluit bij de Venetiaanse schilderkunst. Hij werd in deze periode beïnvloed door Federico Barocci, Correggio en van Dyck.